# Kassai Császár György
Kassai Császár György (névvariáns: Georgius Caesar Cassovius;  Csiszár; Császár) (? – Sárospatak, 1586 körül) kollégiumi igazgató-tanár, református lelkész.

## Élete
Csiszár (Császár?) Mátyás kassai tanár fia. Sárospatakon, majd Wittenbergben tanult, ahol 1574-ben seniornak választották. 1577-ben Kassa város támogatásával a boroszlói egyetem hallgatója volt, ahonnan augusztus 12-ei keltezésű, Kassa városához írt levele a város levéltárában van. (Más forrás szerint Wittenbergből 1577 őszén jött haza és lector lett; itt nincs szó boroszlói egyetemi tanulmányokról.) 1578-ban sárospataki tanárnak választották; később református lelkész lett ugyanott.

## Munkái
- Oratio de vita et obitu clarissimi viri… dni Basilii Fabricii Szikszoviani… obitum pro luctu et lachrimis deplorante apud populares suos Witebergae optimarum disciplinarum studiis operam naventes. Wittebergae, 1577. (Beszéd a kiváló ... Szikszai Fabricius Balázs ... életéről és haláláról).